# Madrid Arena
Die Madrid Arena ist eine Mehrzweckhalle in der spanischen Hauptstadt Madrid. Die von dem spanischen Architektenbüro Estudio Cano Lasso konzipierte Veranstaltungsarena bietet bis zu 10.276 Sitzplätze. Die einziehbaren Teleskoptribünen ermöglichen es, die Halle an unterschiedliche Sportarten, Veranstaltungen und Konzerte anzupassen.

## Geschichte
Die Arena wurde im Jahr 2002 auf dem Gelände einer alten Freiluftanlage mit dem Namen Rockódromo errichtet, die vor allem für Konzerte genutzt worden war. Die neue Halle wurde vor allem für die Olympischen Spiele 2012 konzipiert. 
Von 2002 bis 2008 war die Arena der Austragungsort des Madrid Masters im Tennis, es wurde jedoch ab 2009 von der Caja Mágica abgelöst. Sowohl 2006 als auch 2007 fanden die WTA Tour Championships in der Halle statt. Von 2005 bis 2010 diente die Sportanlage als Heimstätte des Basketballvereins CB Estudiantes. 2007 war die Madrid Arena zudem einer der Austragungsorte der Basketball-Europameisterschaft der Männer.
Am 1. November 2012 kam es in der Madrid Arena im Zuge einer Halloween-Party mit dem bekannten DJ Steve Aoki zu einer Massenpanik, die fünf Todesopfer forderte. Wie sich im Laufe der Untersuchungen herausstellte, wurden von den Veranstaltern wesentlich mehr Eintrittskarten verkauft als die rund 10.600, die erlaubt waren; insgesamt sollen sich zum Zeitpunkt des Unfalls etwa doppelt so viele Besucher in der Halle befunden haben.

## Lage und öffentliche Verkehrsmittel
Die Madrid Arena liegt am südöstlichen Rand der Parkanlage Casa de Campo und kann über die Metro Linien 6 (Station Alto de Extremadura) und 10 (Station Lago) sowie mit den Buslinien 31, 33, 36, 39 und 65 erreicht werden.

## Galerie

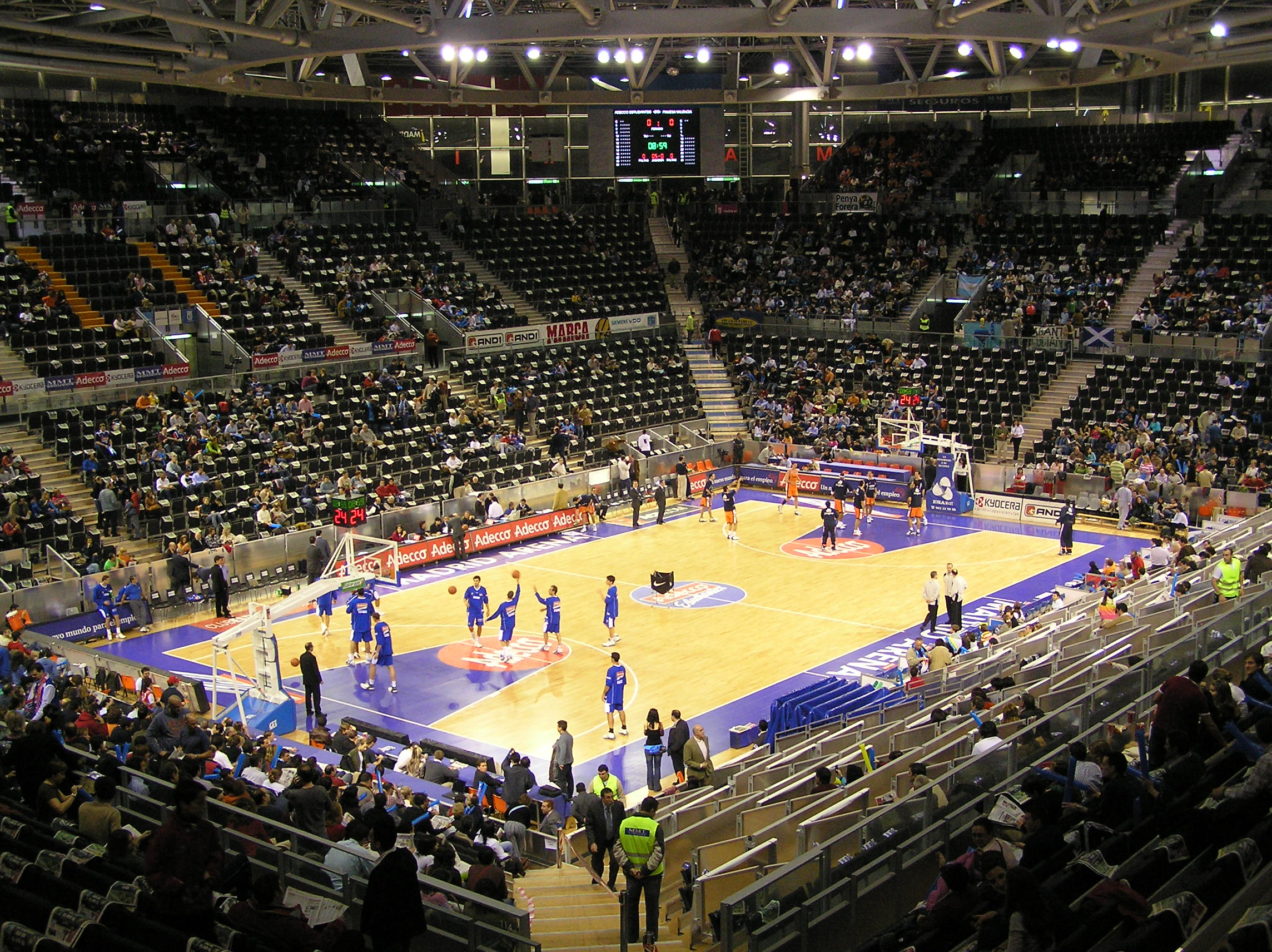
Innenansicht
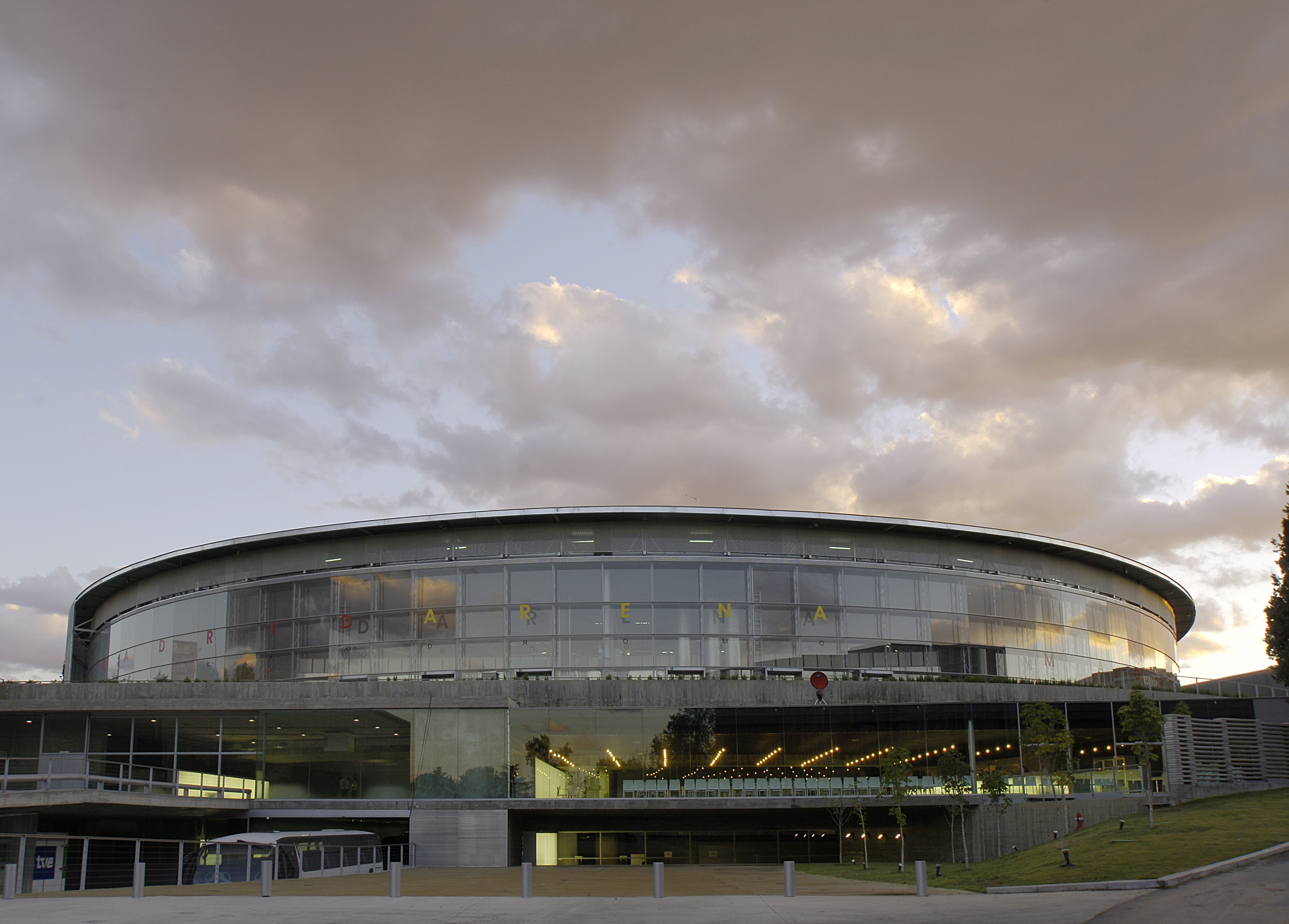
Außenansicht
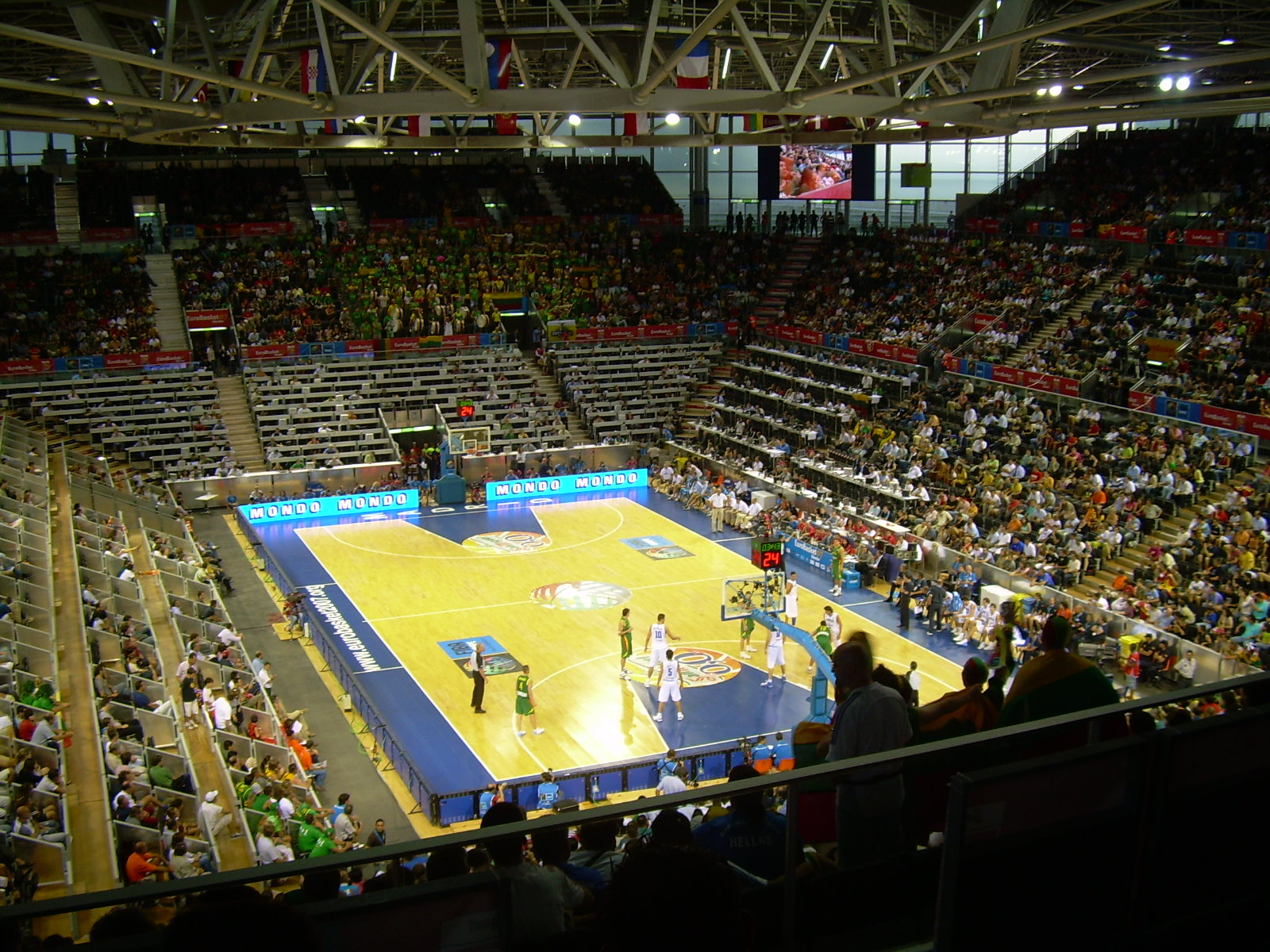
Die Arena 2007 bei der Basketball-Europameisterschaft
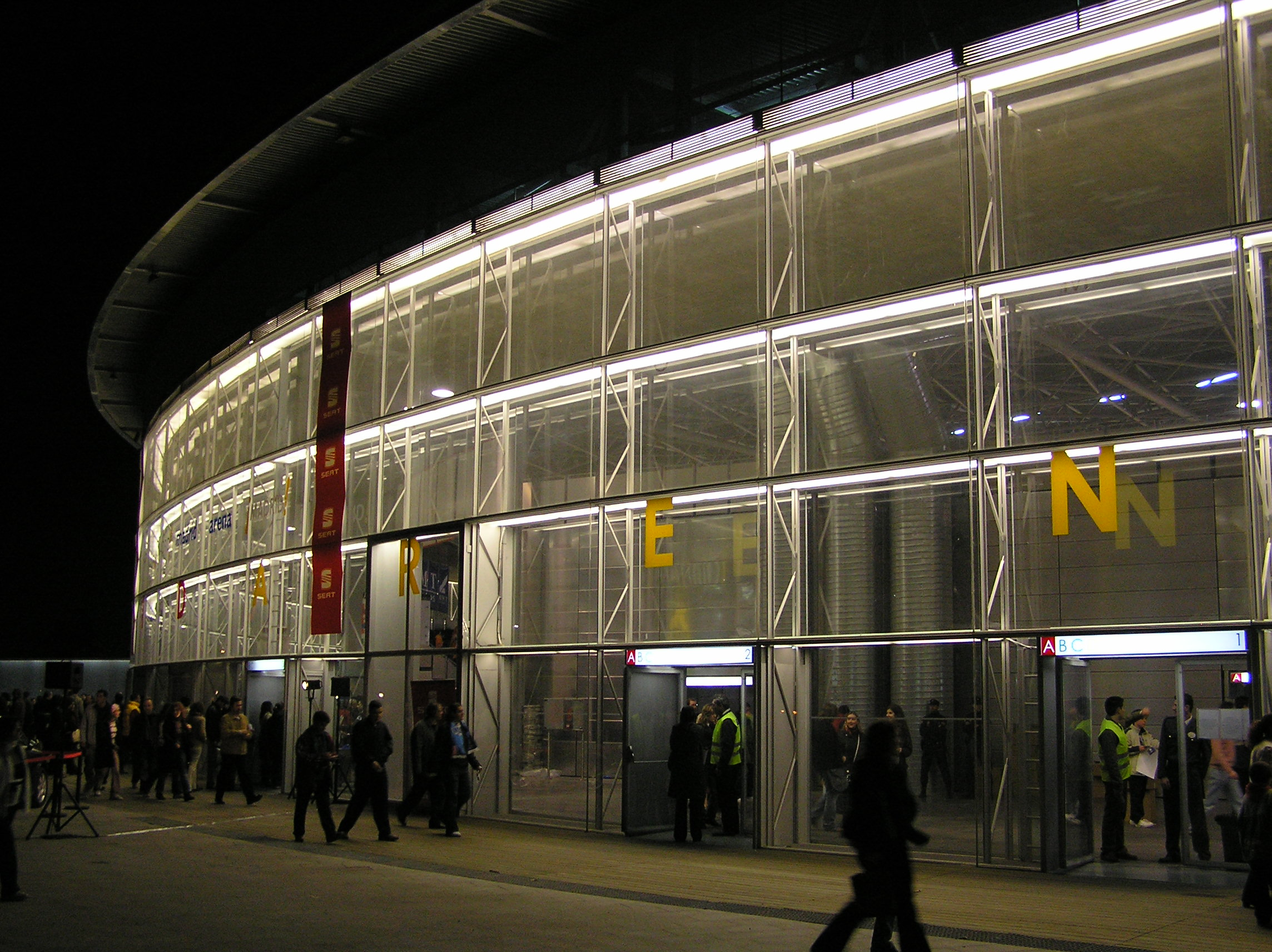
Fassade bei Nacht
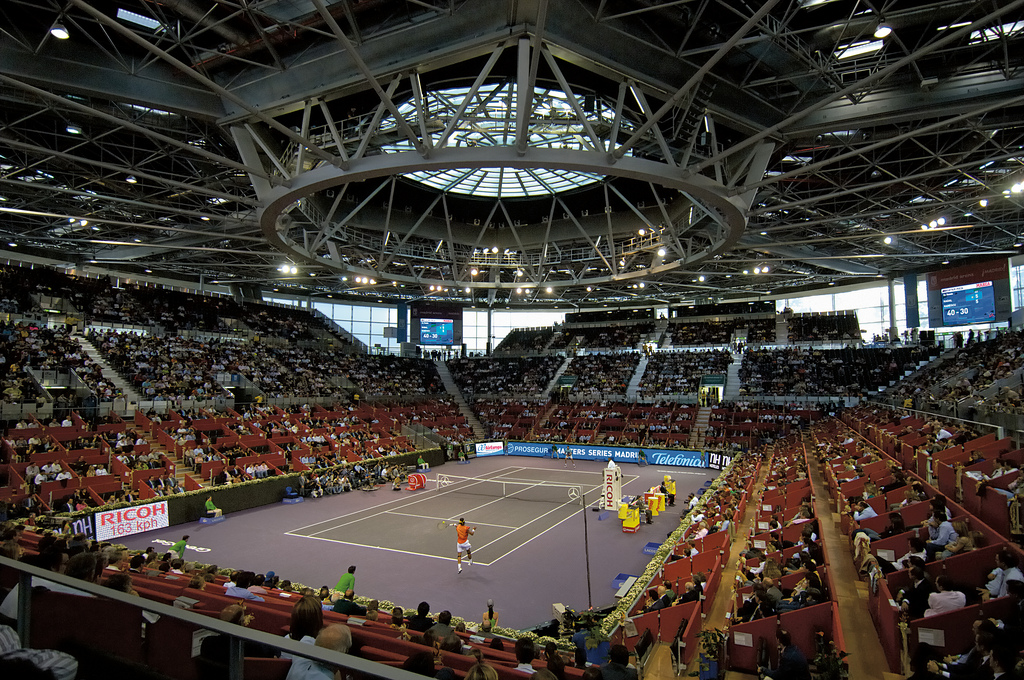
Innenansicht beim Madrid Masters 2005